# Маруан Феллаїні
Маруа́н Феллаїні́-Баккіуї́ (фр. Marouane Fellaini-Bakkioui; нар. 22 листопада 1987, Еттербек, Бельгія) — бельгійський футболіст марокканського походження, атакувальний півзахисник "Шаньдун Тайшань".
Найкращий футболіст африканського походження чемпіонату Бельгії 2008 року, найкращий молодий гравець «Евертона» 2009 року.
Відомий своїм високим зростом (194 см) та зачіскою в стилі «афро».

## Дитинство
Батьки Маруана — Абделлатіф і Хафіда — вихідці з Марокко, жили біля Танжера. Абделлатіф грав на позиції воротаря у марокканських футбольних клубах, а 1972 року разом із сім'єю переїхав до Брюсселя в пошуках нової команди. Виступав за другу команду «Мехелена», а також за клуб з містечка Боом. Марокканська федерація футболу не відіслала сертифікат з дозволом на трансфер гравця закордон, тому виникли негаразди з продовженням футбольної кар'єри. Абделлатіф влаштувався на роботу в STIB (громадський транспорт Брюсселя), де працював водієм автобуса. У той час сім'я мешкала неподалік від стадіону «Ейзель». Батько згадує, що Маруан завжди був рухливим і віддавав перевагу живій грі у футбол, а не перегляду телетрансляцій чи грі на приставці: «Малим він біг, а не йшов до школи. Він був не футболістом, а бігуном».
Має двоє братів — Хамзу та Мансура.

## Клубна кар'єра
Маруан Феллаїні почав займатися футболом у 7 років в академії «Андерлехта». Через три роки перейшов до клубу «Монс». Далі виступав за молодіжні команди «Буссе Дур Борінаж» та «Шарлеруа». 2004 року перейшов в льєзький «Стандард». В основному складі клубу з Льєжа дебютував через два роки. В 2006–2008 роках, виступаючи за «Стандард», зіграв 84 матчі та відзначився 11 забитими м'ячами.
У самому кінці літнього трансферного вікна 2008 року перейшов в англійський «Евертон», підписавши з клубом п'ятирічний контракт. Сума операції — 15 мільйонів фунтів стерлінгів — стала найбільшою коли-небудь виплаченою «Евертоном» за перехід футболіста. Дебют бельгійця в клубі з Ліверпуля відбувся 14 вересня в переможній (3:2) грі проти «Сток Сіті». Перший гол за «Евертон» Феллаїні забив 5 жовтня в ворота «Ньюкасла». За підсумками свого дебютного сезону на «Гудісон-Парк», в якому він зіграв 35 матчів та забив 9 голів, Феллайні був визнаний найкращим молодим гравцем команди.
У новому сезоні Феллайні став одним з лідерів команди, однак 6 лютого Сотіріос Кіріякос в мерсисайдському дербі завдав бельгійцю серйозну травму, через яку він був змушений пропустити залишок сезону. У сезоні 2010/11 повернувся в основу «Евертона», але як і в попередньому сезоні через травму був змушений достроково його завершити.
17 листопада 2011 року Феллаїні підписав новий п'ятирічний контракт з «Евертоном».
3 вересня 2013, в останні години трансферного вікна Маруан став гравцем «Манчестер Юнайтед». Сума трансферу склала 27,5 млн фунтів. 14 вересня Маруан дебютував за МЮ, вийшовши на заміну в матчі проти «Крістал Пелас».

## Виступи за збірну
У складі збірної Бельгії брав участь в футбольному турнірі Літніх Олімпійських ігор 2008 в Пекіні, де його команда посіла четверте місце.
Вже в 19 років Маруан став грати за національну збірну Бельгії. Перший м'яч за збірну він забив 24 березня 2007 року в ворота збірної Португалії в Брюсселі на стадіоні короля Бодуена. В подальшому регулярно залучався до матчів національної команди, яка протягом тривалого часу не могла подолати кваліфікаційні відбори ані на чемпіонати Європи, ані на чемпіонат світу 2010.
Тож першим великим турніром для Феллаїні у збірній став чемпіонаті світу 2014 року, на якому він взяв участь у всіх трьох іграх групового етапу, в якому бельгійці завчасно вирішили завдання по виходу до плей-оф. Дебютував на турнірі, вийшовши на заміну на 65-ій хвилині першої гри проти збірної Алжиру, а вже за п'ять хвилин забив гол, зробивши рахунок зустрічі нічийним 1:1 (згодом гол Дріса Мертенса приніс перемогу європейцям). Також відіграв від першої до останньої хвилини у грі 1/8 фіналі проти збірної США та програному аргентинцям чвертьфіналі.
За два роки, на Євро-2016 розпочинав як основний гравець півзахисту бельгійців, проте після поразки 0:2 у стартовій грі з італійцями втратив місце у стартовому складі. Згодом ще двічі виходив на поле в іграх континентальної першості, обидва рази на заміну.
2018 року поїхав на свою другу світову першість — тогорічний чемпіонат світу в Росії, де також розпочав турнір як резервний гравець. Дебютував на турнірі у другій грі групового етапу проти Тунісу (5:2), вийшовши на заміну наприкінці першої години матчу.

## Статистика виступів

### Статистика клубних виступів
Станом на 27 червня 2018 року
| Сезон                         | Команда                       | Чемпіонат                     | Чемпіонат | Чемпіонат | Національний кубок | Національний кубок | Національний кубок | Континентальні кубки | Континентальні кубки | Континентальні кубки | Інші змагання | Інші змагання | Інші змагання | Усього | Усього |
| Сезон                         | Команда                       | Ліга                          | Ігор      | Голів     | Ліга               | Ігор               | Голів              | Ліга                 | Ігор                 | Голів                | Ліга          | Ігор          | Голів         | Ігор   | Голів  |
| ----------------------------- | ----------------------------- | ----------------------------- | --------- | --------- | ------------------ | ------------------ | ------------------ | -------------------- | -------------------- | -------------------- | ------------- | ------------- | ------------- | ------ | ------ |
| 2006–07                       | «Стандард»                    | ПЛ                            | 30        | 3         | КБ                 | 7                  | 1                  | ЛЧ+КУЄФА             | 2+1                  | 0                    | -             | -             | -             | 40     | 4      |
| 2007–08                       | «Стандард»                    | ПЛ                            | 31        | 6         | КБ                 | 5                  | 1                  | КУЄФА                | 3                    | 0                    | -             | -             | -             | 39     | 7      |
| серп. 2008                    | «Стандард»                    | ПЛ                            | 3         | 0         | КБ                 | 0                  | 0                  | ЛЧ                   | 2                    | 0                    | -             | -             | -             | 5      | 0      |
| Усього за «Стандард»          | Усього за «Стандард»          | Усього за «Стандард»          | 64        | 9         |                    | 12                 | 2                  |                      | 8                    | 0                    |               | -             | -             | 84     | 11     |
| серп. 2008–09                 | «Евертон»                     | ПЛ                            | 30        | 8         | КА+КЛ              | 4+1                | 1+0                | -                    | -                    | -                    | -             | -             | -             | 35     | 9      |
| 2009–10                       | «Евертон»                     | ПЛ                            | 23        | 2         | КА+КЛ              | 2+2                | 0                  | ЛЄ                   | 7                    | 1                    | -             | -             | -             | 34     | 3      |
| 2010–11                       | «Евертон»                     | ПЛ                            | 20        | 1         | КА+КЛ              | 3+2                | 1+1                | -                    | -                    | -                    | -             | -             | -             | 25     | 3      |
| 2011–12                       | «Евертон»                     | ПЛ                            | 34        | 3         | КА+КЛ              | 6+3                | 1+1                | -                    | -                    | -                    | -             | -             | -             | 43     | 5      |
| 2012–13                       | «Евертон»                     | ПЛ                            | 31        | 11        | КА+КЛ              | 4+1                | 1+0                | -                    | -                    | -                    | -             | -             | -             | 36     | 12     |
| серп. 2013                    | «Евертон»                     | ПЛ                            | 3         | 0         | КА+КЛ              | 0+1                | 1                  | -                    | -                    | -                    | -             | -             | -             | 4      | 1      |
| Усього за «Евертон»           | Усього за «Евертон»           | Усього за «Евертон»           | 141       | 25        |                    | 29                 | 7                  |                      | 7                    | 1                    |               | -             | -             | 177    | 33     |
| серп. 2013–14                 | «Манчестер Юнайтед»           | ПЛ                            | 16        | 0         | КА+КЛ              | 0+0                | 0                  | ЛЧ                   | 5                    | 0                    | СА            | -             | -             | 21     | 0      |
| 2014–15                       | «Манчестер Юнайтед»           | ПЛ                            | 27        | 6         | КА+КЛ              | 4+0                | 1                  | -                    | -                    | -                    | -             | -             | -             | 31     | 7      |
| 2015–16                       | «Манчестер Юнайтед»           | ПЛ                            | 18        | 1         | КА+КЛ              | 6+2                | 2+0                | ЛЧ+ЛЄ                | 6+2                  | 1+0                  | -             | -             | -             | 34     | 4      |
| 2016–17                       | «Манчестер Юнайтед»           | ПЛ                            | 28        | 1         | КА+КЛ              | 3+4                | 1+1                | ЛЄ                   | 11                   | 1                    | СА            | 1             | 0             | 47     | 4      |
| 2017–18                       | «Манчестер Юнайтед»           | ПЛ                            | 13        | 3         | КА+КЛ              | 2+0                | 0                  | ЛЧ                   | 3                    | 1                    | СУ            | 1             | 0             | 19     | 4      |
| Усього за «Манчестер Юнайтед» | Усього за «Манчестер Юнайтед» | Усього за «Манчестер Юнайтед» | 102       | 11        |                    | 21                 | 5                  |                      | 27                   | 3                    |               | 2             | 0             | 152    | 19     |
| Усього за кар'єру             | Усього за кар'єру             | Усього за кар'єру             | 307       | 45        |                    | 62                 | 14                 |                      | 42                   | 4                    |               | 2             | 0             | 413    | 63     |

### Статистика виступів за збірну
Станом на 27 червня 2018 року
| Дата       | Місто               | Господарі            | Результат  | Гості                | Турнір                | Голи | Примітки  |
| ---------- | ------------------- | -------------------- | ---------- | -------------------- | --------------------- | ---- | --------- |
| 7-2-2007   | Брюссель            | Бельгія              | 0 – 2      | Чехія                | товариський матч      | -    |           |
| 24-3-2007  | Лісабон             | Португалія           | 4 – 0      | Бельгія              | Відбір до ЧЄ 2008     | -    | 58'       |
| 2-6-2007   | Брюссель            | Бельгія              | 1 – 2      | Португалія           | Відбір до ЧЄ 2008     | 1    |           |
| 6-6-2007   | Гельсінкі           | Фінляндія            | 2 – 0      | Бельгія              | Відбір до ЧЄ 2008     | -    | 16', 51'  |
| 12-9-2007  | Алмати              | Казахстан            | 2 – 2      | Бельгія              | Відбір до ЧЄ 2008     | -    |           |
| 17-10-2007 | Брюссель            | Бельгія              | 3 – 0      | Вірменія             | Відбір до ЧЄ 2008     | -    |           |
| 17-11-2007 | Катовиці            | Польща               | 2 – 0      | Бельгія              | Відбір до ЧЄ 2008     | -    |           |
| 21-11-2007 | Баку                | Азербайджан          | 0 – 1      | Бельгія              | Відбір до ЧЄ 2008     | -    | 81'       |
| 26-3-2008  | Брюссель            | Бельгія              | 1 – 4      | Марокко              | товариський матч      | -    | 46'       |
| 30-5-2008  | Флоренція           | Італія               | 3 – 1      | Бельгія              | товариський матч      | -    |           |
| 6-9-2008   | Льєж                | Бельгія              | 3 – 2      | Естонія              | Відбір до ЧС 2010     | -    |           |
| 10-9-2008  | Стамбул             | Туреччина            | 1 – 1      | Бельгія              | Відбір до ЧС 2010     | -    |           |
| 11-10-2008 | Брюссель            | Бельгія              | 2 – 0      | Вірменія             | Відбір до ЧС 2010     | 1    |           |
| 15-10-2008 | Брюссель            | Бельгія              | 1 – 2      | Іспанія              | Відбір до ЧС 2010     | -    |           |
| 28-3-2009  | Генк                | Бельгія              | 2 – 4      | Боснія і Герцеговина | Відбір до ЧС 2010     | -    | 35'       |
| 1-4-2009   | Зениця              | Боснія і Герцеговина | 2 – 1      | Бельгія              | Відбір до ЧС 2010     | -    |           |
| 12-8-2009  | Тепліце             | Чехія                | 3 – 1      | Бельгія              | товариський матч      | -    | 46'       |
| 5-9-2009   | Ла-Корунья          | Іспанія              | 5 – 0      | Бельгія              | Відбір до ЧС 2010     | -    | 43'       |
| 10-10-2009 | Брюссель            | Бельгія              | 2 – 0      | Туреччина            | Відбір до ЧС 2010     | -    |           |
| 14-11-2009 | Гент                | Бельгія              | 3 – 0      | Угорщина             | товариський матч      | 1    | 88'       |
| 17-11-2009 | Седан (місто)       | Катар                | 0 – 2      | Бельгія              | товариський матч      | -    | 38'       |
| 3-9-2010   | Брюссель            | Бельгія              | 0 – 1      | Німеччина            | Відбір до ЧЄ 2012     | -    |           |
| 7-9-2010   | Стамбул             | Туреччина            | 3 – 2      | Бельгія              | Відбір до ЧЄ 2012     | -    |           |
| 8-10-2010  | Астана              | Казахстан            | 0 – 2      | Бельгія              | Відбір до ЧЄ 2012     | -    | 26'       |
| 12-10-2010 | Брюссель            | Бельгія              | 4 – 4      | Австрія              | Відбір до ЧЄ 2012     | 1    | 81'       |
| 17-11-2010 | Воронеж             | Росія                | 0 – 2      | Бельгія              | товариський матч      | -    |           |
| 10-8-2011  | Любляна             | Словенія             | 0 – 0      | Бельгія              | товариський матч      | -    | 46'       |
| 2-9-2011   | Баку                | Азербайджан          | 1 – 1      | Бельгія              | Відбір до ЧЄ 2012     | -    | 41'       |
| 6-9-2011   | Брюссель            | Бельгія              | 1 – 0      | США                  | товариський матч      | -    | 63'       |
| 11-10-2011 | Дюссельдорф         | Німеччина            | 3 – 1      | Бельгія              | Відбір до ЧЄ 2012     | 1    |           |
| 11-11-2011 | Льєж                | Бельгія              | 2 – 1      | Румунія              | товариський матч      | -    |           |
| 15-11-2011 | Сен-Дені            | Франція              | 0 – 0      | Бельгія              | товариський матч      | -    |           |
| 29-2-2012  | Іракліон            | Греція               | 1 – 1      | Бельгія              | товариський матч      | -    |           |
| 25-5-2012  | Брюссель            | Бельгія              | 2 – 2      | Чорногорія           | товариський матч      | -    |           |
| 2-6-2012   | Лондон              | Англія               | 1 – 0      | Бельгія              | товариський матч      | -    |           |
| 7-9-2012   | Кардіфф             | Уельс                | 0 – 2      | Бельгія              | Відбір до ЧС 2014     | -    |           |
| 11-9-2012  | Брюссель            | Бельгія              | 1 – 1      | Хорватія             | Відбір до ЧС 2014     | -    | 67'       |
| 14-11-2012 | Бухарест            | Румунія              | 2 – 1      | Бельгія              | товариський матч      | -    |           |
| 22-3-2013  | Скоп'є              | Північна Македонія   | 0 – 2      | Бельгія              | Відбір до ЧС 2014     | -    |           |
| 26-3-2013  | Брюссель            | Бельгія              | 1 – 0      | Північна Македонія   | Відбір до ЧС 2014     | -    | 90'       |
| 29-5-2013  | Клівленд            | США                  | 2 – 4      | Бельгія              | товариський матч      | 1    |           |
| 7-6-2013   | Брюссель            | Бельгія              | 2 – 1      | Сербія               | Відбір до ЧС 2014     | 1    | 71'       |
| 14-8-2013  | Брюссель            | Бельгія              | 0 – 0      | Франція              | товариський матч      | -    |           |
| 6-9-2013   | Глазго              | Шотландія            | 0 – 2      | Бельгія              | Відбір до ЧС 2014     | -    | 15' 68'   |
| 11-10-2013 | Загреб              | Хорватія             | 1 – 2      | Бельгія              | Відбір до ЧС 2014     | -    | 60'       |
| 14-11-2013 | Брюссель            | Бельгія              | 0 – 2      | Колумбія             | товариський матч      | -    |           |
| 19-11-2013 | Брюссель            | Бельгія              | 2 – 3      | Японія               | товариський матч      | -    | 46'       |
| 5-3-2014   | Брюссель            | Бельгія              | 2 – 2      | Кот-д'Івуар          | товариський матч      | 1    | 46'       |
| 26-5-2014  | Генк                | Бельгія              | 5 – 1      | Люксембург           | товариський матч      | -    | 46'       |
| 1-6-2014   | Стокгольм           | Швеція               | 0 – 2      | Бельгія              | товариський матч      | -    | 79'       |
| 7-6-2014   | Брюссель            | Бельгія              | 1 – 0      | Туніс                | товариський матч      | -    | 46'       |
| 17-6-2014  | Белу-Оризонті       | Бельгія              | 2 – 1      | Алжир                | ЧС 2014 - 1-й етап    | 1    | 65'       |
| 22-6-2014  | Ріо-де-Жанейро      | Бельгія              | 1 – 0      | Росія                | ЧС 2014 - 1-й етап    | -    |           |
| 26-6-2014  | Сан-Паулу           | Південна Корея       | 0 – 1      | Бельгія              | ЧС 2014 - 1-й етап    | -    |           |
| 1-7-2014   | Салвадор (Бразилія) | Бельгія              | 2 – 1 д.ч. | США                  | ЧС 2014 - 1/8 фіналу  | -    |           |
| 5-7-2014   | Бразиліа            | Аргентина            | 1 – 0      | Бельгія              | ЧС 2014 - чвертьфінал | -    |           |
| 10-10-2014 | Брюссель            | Бельгія              | 6 – 0      | Андорра              | Відбір до ЧЄ 2016     | -    | 61'       |
| 13-10-2014 | Зениця              | Боснія і Герцеговина | 1 – 1      | Бельгія              | Відбір до ЧЄ 2016     | -    | 78'       |
| 12-11-2014 | Брюссель            | Бельгія              | 3 – 1      | Ісландія             | товариський матч      | -    |           |
| 16-11-2014 | Брюссель            | Бельгія              | 0 – 0      | Уельс                | Відбір до ЧЄ 2016     | -    |           |
| 28-3-2015  | Брюссель            | Бельгія              | 5 – 0      | Кіпр                 | Відбір до ЧЄ 2016     | 2    | 69'       |
| 31-3-2015  | Єрусалим            | Ізраїль              | 0 – 1      | Бельгія              | Відбір до ЧЄ 2016     | 1    |           |
| 7-6-2015   | Сен-Дені            | Франція              | 3 – 4      | Бельгія              | товариський матч      | 2    | 77'       |
| 3-9-2015   | Брюссель            | Бельгія              | 3 – 1      | Боснія і Герцеговина | Відбір до ЧЄ 2016     | 1    |           |
| 6-9-2015   | Нікосія             | Кіпр                 | 0 – 1      | Бельгія              | Відбір до ЧЄ 2016     | -    | 64'       |
| 13-10-2015 | Брюссель            | Бельгія              | 3 – 1      | Ізраїль              | Відбір до ЧЄ 2016     | -    | 66'       |
| 29-3-2016  | Лейрія              | Португалія           | 2 – 1      | Бельгія              | товариський матч      | -    | 79'       |
| 28-5-2016  | Женева              | Швейцарія            | 1 – 2      | Бельгія              | товариський матч      | -    | 85'       |
| 1-6-2016   | Брюссель            | Бельгія              | 1 – 1      | Фінляндія            | товариський матч      | -    | 79'       |
| 5-6-2016   | Брюссель            | Бельгія              | 3 – 2      | Норвегія             | товариський матч      | -    | 57'       |
| 13-6-2016  | Десін-Шарп'є        | Бельгія              | 0 – 2      | Італія               | ЧЄ 2016 - 1-й етап    | -    |           |
| 26-6-2016  | Тулуза              | Угорщина             | 0 – 4      | Бельгія              | ЧЄ 2016 - 1/8 фіналу  | -    | 81' 90+2' |
| 1-7-2016   | Вільнев-д'Аск       | Уельс                | 3 – 1      | Бельгія              | ЧЄ 2016 - чвертьфінал | -    | 46' 59'   |
| 6-9-2016   | Строволос           | Кіпр                 | 0 – 3      | Бельгія              | Відбір до ЧС 2018     | -    | 59'       |
| 7-10-2016  | Брюссель            | Бельгія              | 4 – 0      | Боснія і Герцеговина | Відбір до ЧС 2018     | -    | 90+1'     |
| 25-3-2017  | Брюссель            | Бельгія              | 1 – 1      | Греція               | Відбір до ЧС 2018     | -    | 40' 66'   |
| 5-6-2017   | Брюссель            | Бельгія              | 2 – 1      | Чехія                | товариський матч      | 1    | 46'       |
| 9-6-2017   | Таллінн             | Естонія              | 0 – 2      | Бельгія              | Відбір до ЧС 2018     | -    |           |
| 3-9-2017   | Пірей               | Греція               | 1 – 2      | Бельгія              | Відбір до ЧС 2018     | -    | 89'       |
| 7-10-2017  | Сараєво             | Боснія і Герцеговина | 3 – 4      | Бельгія              | Відбір до ЧС 2018     | -    | 29'       |
| 2-6-2018   | Брюссель            | Бельгія              | 0 – 0      | Португалія           | товариський матч      | -    | 46'       |
| 6-6-2018   | Брюссель            | Бельгія              | 3 – 0      | Єгипет               | товариський матч      | 1    | 46'       |
| 23-6-2018  | Москва              | Бельгія              | 5 – 2      | Туніс                | ЧС 2018 - 1-й етап    | -    | 59'       |
| Усього     |                     | Матчів (10 місце)    | 83         |                      | Голів                 | 17   |           |

## Досягнення

### Командні
«Стандард» (Льєж)
- Чемпіон Бельгії: 2007-08
- Бронзовий призер чемпіонату Бельгії: 2006-07
- фіналіст кубка Бельгії: 2006-07
- Володар Суперкубка Бельгії: 2008

«Манчестер Юнайтед»
- Володар Кубка Англії: 2015-16
- Володар Суперкубка Англії: 2016
- Володар Кубка Футбольної ліги: 2016-17
- Переможець Ліги Європи УЄФА: 2016–17

«Шаньдун Тайшань»
- Володар Кубка Китаю: 2020, 2021, 2022
- Чемпіон Китаю: 2021

Бельгія
- Бронзовий призер чемпіонату світу: 2018

### Особисті
- Найкращий африканський футболіст чемпіонату Бельгії: 2008
- Найкращий молодий гравець «Евертона»: 2009
- Гравець місяця англійської Прем'єр-ліги: листопада 2012